# The Andy Milonakis Show
The Andy Milonakis Show foi um programa de televisão norte-americano de comédia da MTV, estrelando Andy Milonakis. Sua transmissão nos Estados Unidos teve 3 temporadas com 22 episódios no total, de 2005 a 2007. Estreou no dia 6 de Outubro de 2008 na MTV Brasil.

## História
O programa se passa na vizinhança de Lower East Side, em Manhattan, onde vive Andy Milonakis, estrela do show. O programa tem como personagens amigos e vizinhos reais de Andy, mas também teve participações especiais, como: Hilary Duff, Three 6 Mafia, Snoop Dogg, Fat Joe, The Ying Yang Twins, Black Eyed Peas, Biz Markie, The All-American Rejects, John Stamos, Rob Schneider, Carson Daly, Lil' Jon, Nick Cannon, Paul Wall, Shaun White, Seth Greene Juelz Santana. Os episódios mostram Andy em sua casa ou na vizinhança conversando e amolando os vizinhos, em situações bem engraçadas.